# Mohammad Djavad Zarif
Pour les articles homonymes, voir Zarif.
Mohammad Djavad (ou à l'anglaise, Javad) Zarif (en persan : محمدجواد ظریف / Moḥammad-Javâd(-e) Ẓarif, prononcé [mohæmmædd͡ʒæˈvɒːd(e) zæˈriːf]), né le 7 janvier 1960 à Téhéran (Iran), est un diplomate et homme politique iranien, ministre des Affaires étrangères de l'Iran entre 2013 et 2021 puis vice-président de la république islamique d'Iran du 1er août 2024 au 2 mars 2025.

## Biographie

### Jeunesse et formation
Mohammad Djavad Zarif naît le 7 janvier 1960 à Téhéran dans une « famille de marchands aisés, religieusement pieux et politiquement conservateurs à Téhéran » selon The New Republic. Son père était l'un des hommes d'affaires les plus connus d'Ispahan, et sa mère était la fille de l'un des hommes d'affaires les plus célèbres de Téhéran. Il a fait ses études à l'école Alavi, une institution religieuse privée.
Il vit aux États-Unis à partir de 1976. Il étudie les relations internationales à l'université d'État de San Francisco et obtient un doctorat en droit international de l'université de Denver,. S'il s'imprègne de la culture américaine, chose rare parmi les diplomates iraniens, il ne boit toutefois pas d'alcool. Il déclare ainsi dans ses mémoires, publiés en 2013 (Monsieur l'Ambassadeur) : « Je ne me suis jamais vraiment intégré à la société américaine ». Opposé au Chah, il soutient la révolution iranienne et commence sa carrière diplomatique en intégrant le consulat iranien à San Francisco,.

### Carrière diplomatique
En 1982, il se rend à l'ambassade d'Iran en Syrie pour travailler sur le sujet de la libération des otages américains au Liban.
Il prend part à la rédaction de la résolution 598 du conseil de sécurité de l'ONU, votée en 1987 afin de mettre un terme à la guerre Iran-Irak. En 2001, il coopère avec les États-Unis pour la mise en place du gouvernement dirigé par Hamid Karzai en Afghanistan. En 2002, il retourne aux États-Unis pour diriger la mission iranienne auprès de l'Organisation des Nations unies. Il est démis de ses fonctions en 2007 par le président Mahmoud Ahmadinejad,.

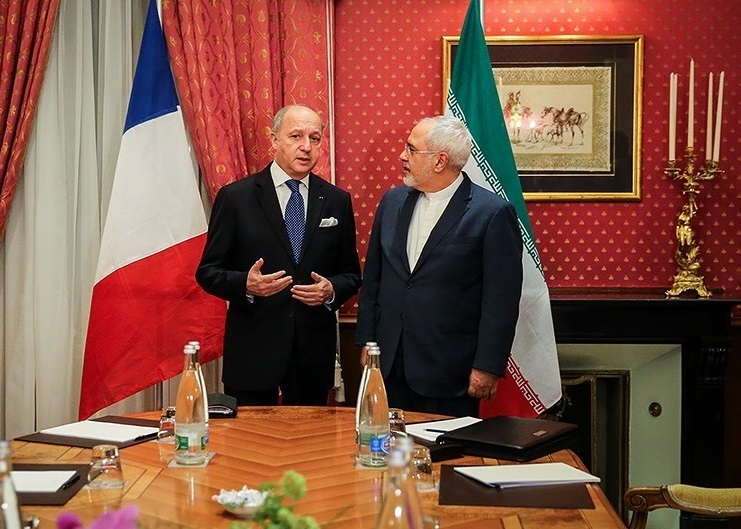
Zarif et Laurent Fabius en 2015 à Lausanne (Suisse).

En 2013, après l'élection d'Hassan Rohani à la présidence, il est nommé ministre des Affaires étrangères. Chose inédite dans l'histoire du pays, il chapeaute en même temps les négociations ayant trait à la question nucléaire et qui ont repris en octobre de la même année, à Genève (Suisse). Il bénéficie, comme le nouveau chef d'État, d'un a priori favorable en Occident par rapport au gouvernement précédent de Mahmoud Ahmadinejad, jugé jusqu'au-boutiste, mais si les observateurs relèvent chez Zarif une certaine méfiance à l'égard de l'Occident ; il déclare à cet égard : « Tant que les Américains refuseront de nous traiter d'égal à égal, la confiance aura du mal à se rétablir ». Il est toutefois critiqué par les responsables radicaux iraniens, qui lui reprochent de vouloir faire trop de concessions aux Occidentaux.

#### Son rôle dans le dossier du nucléaire iranien
Le 21 novembre 2013, les négociateurs iraniens ont signalé que des progrès ont été réalisés dans les pourparlers à Genève avec les puissances mondiales, exprimant l'espoir de combler les différences et de signer un accord insaisissable sur le nucléaire de Téhéran. "Les différences d'opinion restent et nous les négocions. Si Dieu veut que nous atteignons un résultat", a déclaré le ministre des Affaires étrangères Mohammad Javad Zarif dans des déclarations menées par des médias iraniens, après une réunion d'une heure avec la baronne Ashton.
Le 24 novembre 2013, l'accord intérimaire de Genève, officiellement intitulé Plan d'action conjoint, était un pacte signé entre l'Iran et les pays P5 + 1 à Genève, en Suisse. Il s'agit d'un gel à court terme de certaines parties du programme nucléaire iranien en échange de sanctions économiques réduites contre l'Iran, alors que les pays travaillent pour un accord à long terme.
En octobre 2014, lors d'entretiens entre des diplomates américains, iraniens et européens américains, aucun accord n'a été trouvé sur la lutte contre le programme nucléaire iranien, mais les responsables ont déclaré qu'ils visent toujours à atteindre un accord avant la date limite du 24 novembre. Un haut fonctionnaire du département d'État a qualifié chaque étape des progrès dans les pourparlers de «décollage» à des différences techniques complexes, avec pratiquement toutes les phrases nécessitant une annexe d'explications supplémentaires. "Nous continuons à faire des progrès, mais il reste encore beaucoup de travail à faire", a déclaré le fonctionnaire, qui a parlé de l'anonymat pour discuter des négociations difficiles et secrètes.
L'Iran et les États-Unis exploreront les moyens de donner une impulsion aux négociations nucléaires lorsque leurs chefs de la diplomatie se réuniront à Genève. Le docteur Zarif et le secrétaire d'État américain John Kerry se prononceront avant une nouvelle série de négociations entre l'Iran et six puissances mondiales pour régler leur impasse de 12 ans sur les ambitions nucléaires de Téhéran. Les négociateurs de niveau inférieur des deux côtés se réuniront jeudi au même endroit pour planter les détails techniques avant les négociations le 18 janvier entre l'Iran et les pouvoirs "P5 + 1" - les États-Unis, la France, l'Allemagne, la Russie, la Chine et la Grande-Bretagne. S'exprimant lors d'une conférence de presse à Téhéran, Zarif a déclaré que le but des entretiens avec Kerry "est de voir si nous pouvons accélérer et pousser les négociations vers l'avant". 
En février 2015, le Dr Zarif a déclaré que l'Iran n'était pas favorable à une autre extension des pourparlers sur la limitation de son programme nucléaire et que les sanctions économiques attendues seraient rapidement levées si un accord était atteint. « Les sanctions sont une responsabilité, vous devez vous en débarrasser si vous voulez une solution », a déclaré Zarif lors d'une conférence de sécurité à Munich. « C'est l'occasion de le faire, et nous devons saisir cette opportunité », a-t-il déclaré sur les efforts consentis pour forger un accord. « Il se peut qu'il ne soit pas répété ». Les pourparlers nucléaires ont déjà été prolongés deux fois et font face à un délai de fin mars pour élaborer les grandes lignes d'un accord. Le délai pour un accord détaillé est fin juin.
Basé sur le cadre de l'accord nucléaire de l'Iran, qui a été déclaré le 2 avril 2015, l'Iran a accepté des restrictions importantes sur son programme nucléaire depuis au moins une décennie et de se soumettre à des inspections internationales dans le cadre d'un accord-cadre. En contrepartie, les sanctions internationales seraient levées, que ce soit par phases ou tout à la fois doit encore être résolu.
Le 25 février 2019, il annonce sa démission. Le président Hassan Rohani la refuse le lendemain.
En janvier 2020, l'administration Trump, violant les termes d'un accord de siège de 1947 exigeant que Washington autorise les fonctionnaires étrangers dans le pays à exercer des activités aux Nations unies, l'empêche de s'adresser au Conseil de sécurité des Nations unies au sein duquel le ministre des Affaires étrangères iranien aurait cherché à prononcer un discours condamnant l'assassinat du général Qassem Soleimani. Durant les mois précédents, le secrétaire d'État américain Mike Pompeo avait cherché à restreindre la capacité de Zarif - connu pour être un débatteur qualifié ayant étudié aux États-Unis et ayant « de nombreux contacts avec des journalistes américains » - de faire valoir son point de vue auprès des Américains. lors de précédentes visites aux États-Unis en limitant ses possibilités de déplacement au sein du pays.
Il quitte son poste en août 2021, remplacé par son ancien adjoint Hossein Amir Abdollahian.

#### Enregistrement fuité dans la presse
Le 25 avril 2021, le site Iran International, relayé par le New York Times, publie l'enregistrement d'une conversation de trois heures entre l'économiste Saeed Laylaz et Zarif. Cet échange était enregistré dans le cadre d'un projet de compilation historique intitulé, «Les règles d'engagement militaire dans la République islamique, », qui documente le travail de l'administration iranienne actuelle,. Dans l'enregistrement, Zarif critique notamment Qassem Soleimani et l'élite du Corps des gardiens de la révolution islamique et affirme que l'ancien secrétaire d'État américain John Kerry lui aurait dit qu'Israël avait attaqué les positions iraniennes en Syrie « au moins 200 fois ». Bien que la bande n'ait pas été authentifiée, le porte-parole du ministère iranien des Affaires étrangères n'a pas nié sa véracité. Le 2 mai 2021, le guide de la révolution Ali Khamenei qualifie dans une allocution télévisée les remarques de Zarif à propos de Soleimani de "grosse erreur", et le même jour Zarif s'en excuse dans un post Instagram

#### Vice-président de la république
Il est vice-président chargé des affaires stratégiques (un vice-président parmi la dizaine de vice-présidents), à partir du 1er août 2024. Zarif annonce sa démission le 11. Il la motive par son profond mécontentement quant à la composition du cabinet proposé par le président Massoud Pezechkian. Il note que sur les 19 ministres présentés, seuls trois étaient ceux recommandés par le comité directeur chargé de la sélection des candidats. Il annonce son intention de retourner dans le monde universitaire. Sa démission est refusée. Il démissionne de nouveau le 2 mars 2025 après une rencontre avec Gholamhussein Mohseni Ejei, le chef du système judiciaire. Les journaux lient cette démission au fait que ses enfants possèdent la nationalité américaine, ce que la loi iranienne interdit pour un membre du gouvernement.

#### Popularité
Mohammad Djavad Zarif a acquis une réputation nationale et est devenu très populaire parmi la population iranienne,. Selon un sondage mené par Information and Public Opinion Solutions LLC (iPOS) en mars 2016, Mohammad Djavad Zarif était la figure politique la plus populaire en Iran avec 76 % d'approbation et 7 % de désaccords.

## Vie privée

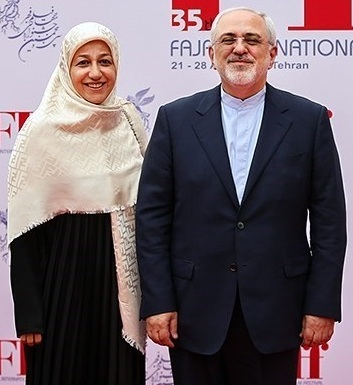
Mohammad Djavad Zarif et son épouse en 2017.

Mohammad Djavad Zarif est marié à Maryam Imanieh et a une fille et un fils qui sont nés aux États-Unis et ont les nationalités iranienne et américaine,. Il a rencontré sa femme à l'été 1979 par sa sœur. Ils se sont mariés en Iran mais ont déménagé à New York quelques semaines au milieu de la révolution iranienne. En plus de son persan natal, il parle couramment l'anglais.